# Атлетіко (Малабо)
Клуб Атлетіко де Малабо або просто Атлетіко (ісп. Club Atlético de Malabo) — професіональний екваторіальногвінейський футбольний клуб з міста Малабо. 

## Історія
Клуб виграв у 1981 та 1982 роках свої перші два національних чемпіонства. Минуло майже 20 років, перш ніж клуб відсвяткував своє третє і  останнє на сьогодні національне чемпіонство 2003 року. У національному Кубку Атлетіко виграв шість титулів переможця. Клуб грає свої домашні матчі на стадіоні «Естадіо Інтернасьйонал».

## Досягнення
- Прем'єр-ліга: 3 перемоги

1981, 1982, 2003
- Кубок Екваторіальної Гвінеї з футболу: 6 перемог

1985, 1987, 1988, 1990, 1991, 2001

## Статистика виступів у континентальних турнірах КАФ
| Сезон | Турнір                     | Раунд      | Клуб             | Вдома | На виїзді | Загальний |
| ----- | -------------------------- | ---------- | ---------------- | ----- | --------- | --------- |
| 1980  | Кубок володарів кубків КАФ | 1          | ЮСМ Лібревілль   | 2-2   | 1-3       | 3-5       |
| 1982  | Ліга чемпіонів КАФ         | Попередній | Спортінг (Моура) | 0-1   | 1-3       | 1-4       |
| 1984  | Ліга чемпіонів КАФ         | Попередній | Прімейру де Маю  | 2-0   | 1-6       | 3-6       |
| 1985  | Кубок володарів кубків КАФ | Попередній | Дрегонс          | 1-2   | 0-8       | 1-10      |
| 1988  | Кубок володарів кубків КАФ | 1          | Даймонд (Яунде)  | 3-1   | 0-5       | 3-6       |
| 1992  | Кубок володарів кубків КАФ | Попередній | АСДР Фатіма      | 1-1   | 0-3       | 1-4       |
| 1998  | Кубок КАФ                  | Попередній | АСДР Фатіма      | т.п.1 | т.п.1     | т.п.1     |
| 1998  | Кубок КАФ                  | 1          | Стад Банджун     | 0-6   | 0-1       | 0-7       |
| 2004  | Ліга чемпіонів КАФ         | Попередній | Петру Атлетіку   | 1-3   | 1-3       | 2-6       |

1- Команди, які представляли Центральноафриканську Республіку, було дискваліфіковано цього сезону.